# Graman Quassi
 (avril 2018).
Kwasimukamba ou Graman Quassi (aussi dénommé Quacy, Kwasi ou Quasi ; 1692 - 12 mars 1787 à Paramaribo) est un esclave affranchi devenu médecin et botaniste du Suriname au XVIIIe siècle. Linné a donné son nom au genre botanique Quassia.

## Biographie
D'origine africaine, Graman Quassi est vendu comme esclave dans la colonie hollandaise du Suriname. Il participe alors aux guerres contre les marrons Saramaka comme éclaireur et négociateur pour le compte des Hollandais ; il perd son oreille droite durant ces conflits. Les esclaves marrons du Suriname l'ont considéré comme un traitre doué de talents de sorcellerie, lui donnant le nom de Kwasimukamba.
Graman Quassi est un guérisseur assez renommé dans la colonie hollandaise, ce qui lui vaut la reconnaissance des autorités surinamaises. Il obtient son affranchissement et peut voyager aux Pays-Bas, où il reçoit d'autres gratifications. Il invente un remède basé sur la plante Quassia amara, dont il découvre les propriétés médicales. Carl Linnaeus attribue son nom à la plante Quassia (prononcé Couachi en Guyane), qui continue à être utilisée aujourd'hui, notamment dans les remèdes du Suriname.
Un contemporain décrit Graman Quassi comme « un des hommes noirs les plus extraordinaires du Suriname, et peut-être du monde ».